# Обрадович, Матко
Ма́тко Обра́дович (хорв. Matko Obradović; 11 мая 1991, Дубровник, СФРЮ) — хорватский футболист, вратарь клуба «Мура».

## Карьера
Начал играть в Хорватии в клубе «Мосор». В 2010 году перешёл в люблянскую «Олимпию».
Дебютировал во Второй лиге за клуб «Крка» в матче против клуба «Дравиня», где «Крка» выиграла со счетом 6:0. В 2013 году клуб вышел в Первую лигу, где Матко сыграл первый матч против ФК «Копер», проиграв 1:2.
В августе 2016 дебютировал за «Марибор» в квалификации Лиги Европы против азербайджанской «Габалы», где «Марибор» проиграл 3:1.
В 2018 году вышел на поле в составе «Муры» против «Олимпии» из Любляны, пропустив 2 мяча. В этом же году в составе «Муры» прошёл до полуфинала Кубка Словении.
В 2021 году сыграл в квалификации Лиги чемпионов УЕФА: «Мура» прошла македонскую «Шкендию», но, проиграв «Жальгирису», отправилась в Лигу конференций. Дебютировал в Лиге конференций против нидерландского «Витесса», пропустив 2 мяча.